# Březovík
Březovík (německy Oxbrunn, Ochsbrunn) je malá vesnice, část obce Ktiš v okrese Prachatice v Jihočeském kraji. Nachází se asi tři kilometry jihovýchodně od Ktiše. Je zde evidováno 21 adres. V roce 2011 zde trvale žilo 69 obyvatel.
Březovík leží v katastrálním území Dobročkov o výměře 9,73 km² a od roku 2016 také Březovík 2, které bylo vyloučeno z vojenského újezdu Boletice.

## Historie
První písemná zmínka o vesnici pochází z roku 1310, kdy brixenský biskup Hermann dal městečku Chvalšiny připsat tři vsi, a to Třebovice (Trzebowitz),  Březovík (Ribsbrunn) a Dobročkov (Dobrusch). 

## Obyvatelstvo
V roce 1921 zde bylo 29 domů a žili zde 202 obyvatelé, všichni německé národnosti.
| Rok            | 1869 | 1880 | 1890 | 1900 | 1910 | 1921 | 1930 | 1950 | 1961 | 1970 | 1980 | 1991 | 2001 | 2011 | 2021 |
| -------------- | ---- | ---- | ---- | ---- | ---- | ---- | ---- | ---- | ---- | ---- | ---- | ---- | ---- | ---- | ---- |
| Počet obyvatel | 190  | 204  | 238  | 195  | 202  | 202  | 249  | 99   | 106  | 76   | 53   | 48   | 56   | 69   | 48   |
| Počet domů     | 29   | 31   | 31   | 31   | 29   | 29   | 29   | 30   | 22   | 13   | 8    | 20   | 20   | 22   | 19   |

## Obecní správa
Při sčítání lidu v letech 1850–1963 Březovík byl osadou obce Dobročkov v okrese Český Krumlov (v letech 1850–1910 Krumlov). Od roku 1964 je částí obce Ktiš v okrese Prachatice.

## Galerie

Březovík
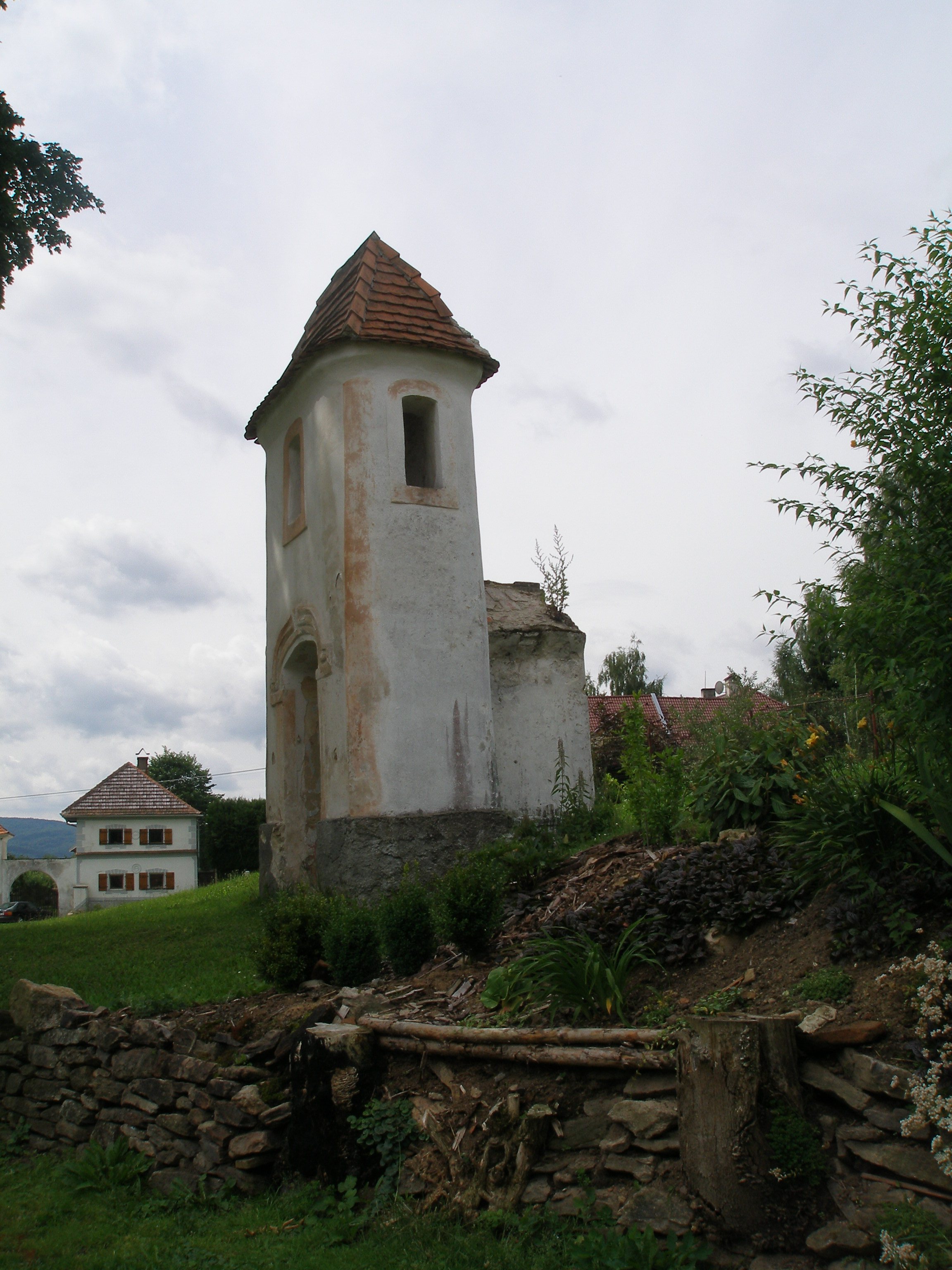
Kaplička z boku
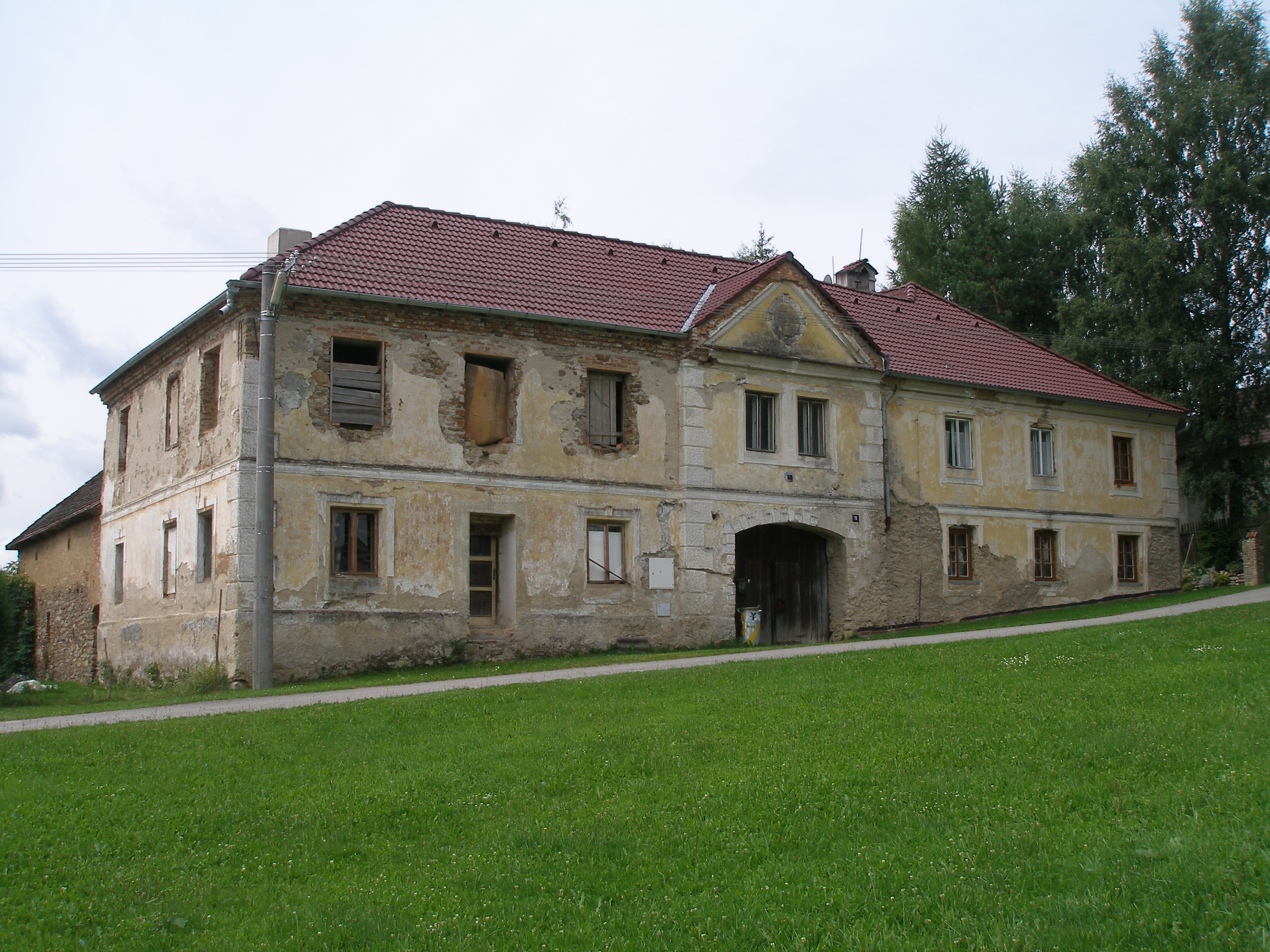
Stavení čp.14
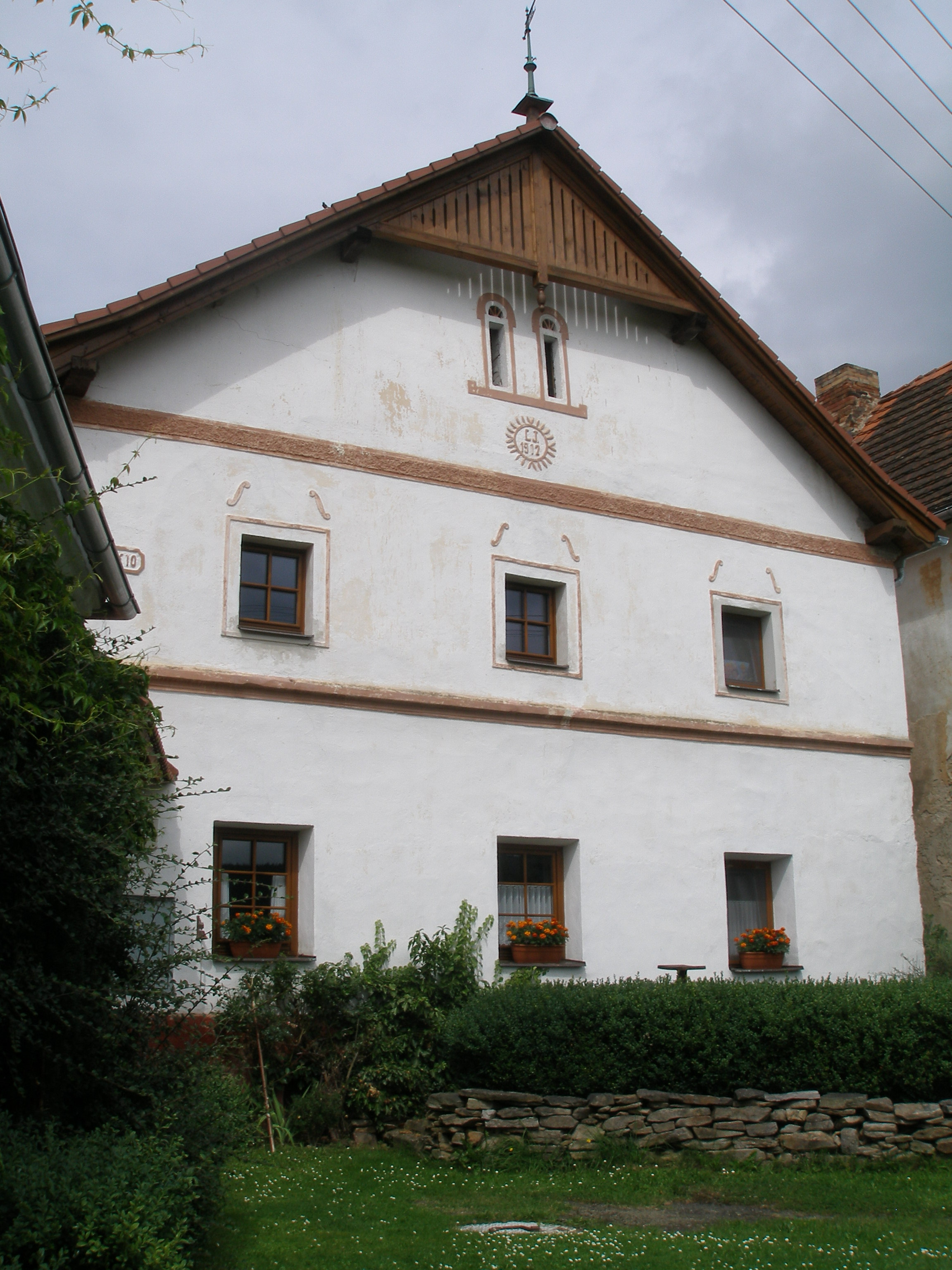
Dům čp.10
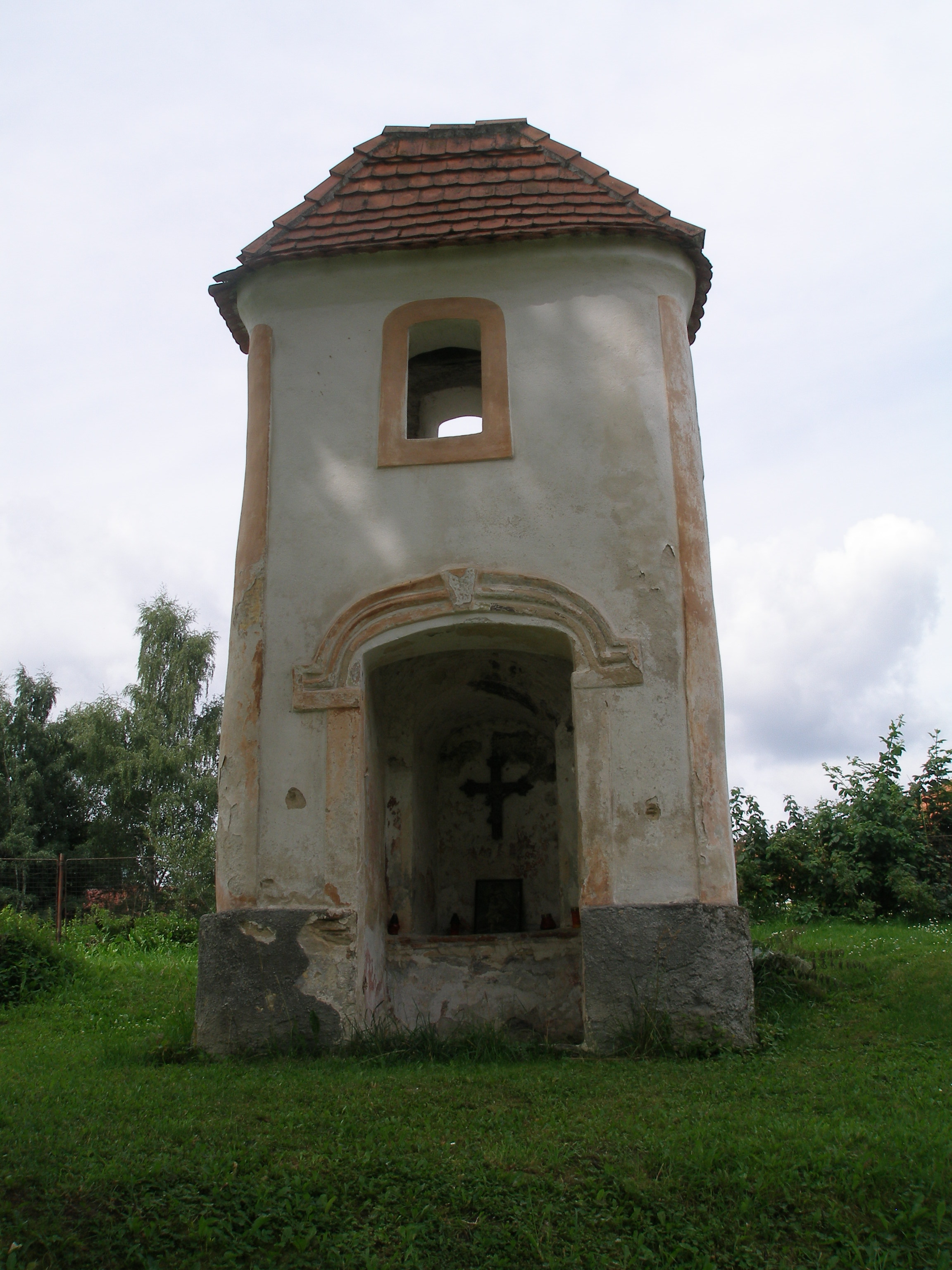
Kaplička
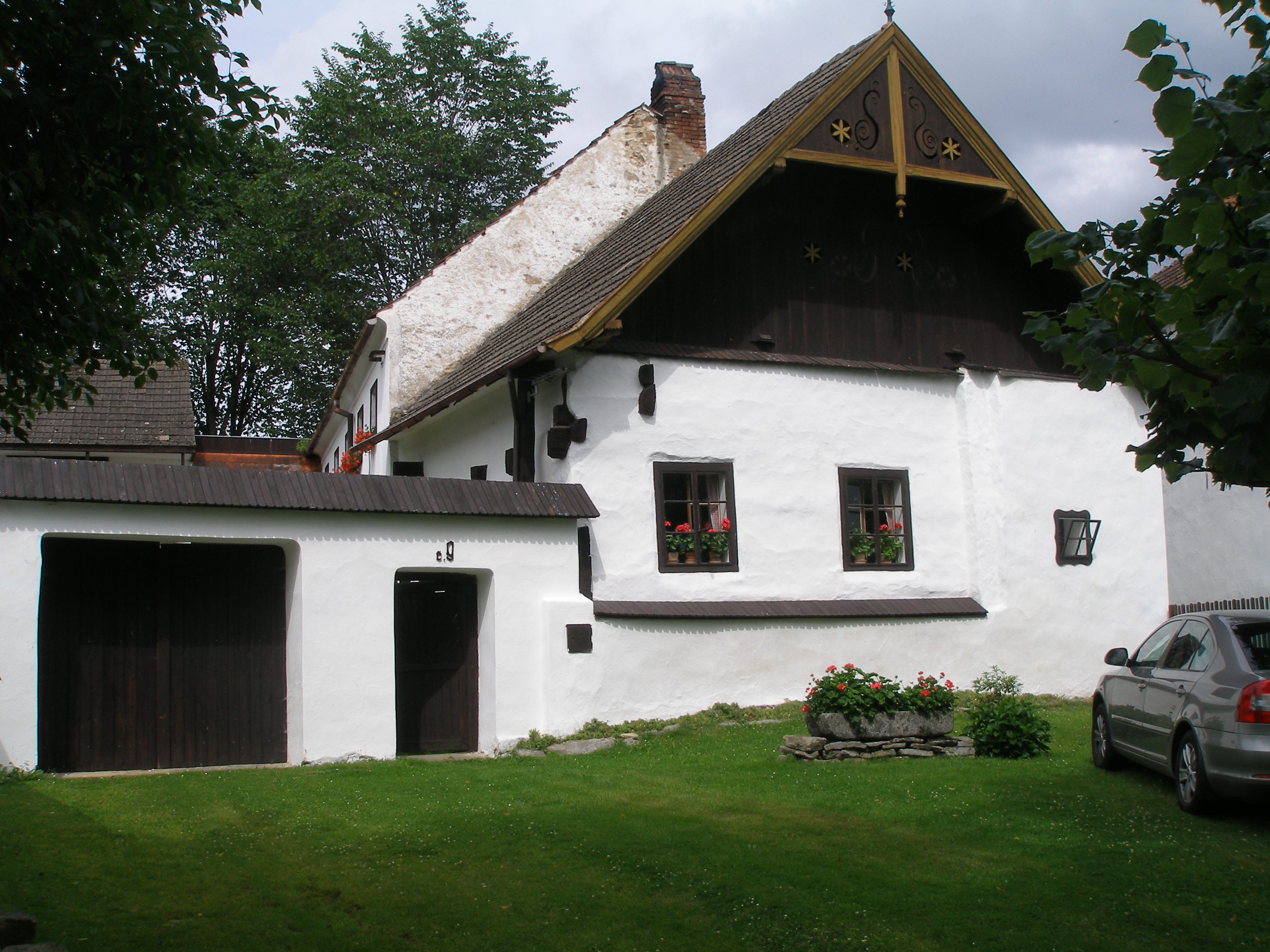
Stavení čp.9